# Банковский скандал в Молдове
В 2014 году из трёх молдавских банков, Banca de Economii, Unibank и Banca Socială, похищен $1 млрд. Банковское мошенничество было результатом координированных усилий всех трёх банков, чтобы извлечь как можно больше кредитов без какого-либо очевидного бизнес-обоснования. Организовал мошенничество 28-летний молдавский бизнесмен Илан Шор, на тот момент занимая должность примара муниципия Орхея. Шор также был председателем правления Banca de Economii (Сбербанк) до 28 ноября 2014 года.
Средства на сумму 1 млрд долларов США были переведены в подставные компании в Соединённом Королевстве и Гонконге, с целью сокрытия реальных владельцев активов, затем переведены на хранение в латвийский банк на счета под именами различных иностранцев.
Суммарные потери эквивалентны 12 % ВВП Республики Молдова.
Была применена «схема-карусель»: кредиты в одном банке были оплачены займами из других банков.
В ходе парламентских слушаний о банковских аферах, заместитель директора Служба информации и безопасности Республики Молдова (СИБ) Вадим Врабие заявил, что президент Республики Молдова Николай Тимофти знал с 2013 года о краже в Banca de Economii, Banca Socială и Unibank.

## История

### До 2012 года
В 2005—2008 гг. финансово-банковское законодательство было существенно изменено специальной комиссией парламента во главе с Олегом Рейдманом; изменились также нормативные акты Национального банка Молдовы по надзору за банковским сектором и отслеживанию финансовых потоков. Эти изменения ослабили банковскую систему и сделали её уязвимой для мошенничества.
В 2007—2009 годах в Banca de Economii (Сбербанк) увеличили частоту кредитования;, значительное количество кредитов, выданных в то время имело срок возврата не до конца 2011 года. В июне 2012 года, Антикоррупционному Центру Молдовы было поручено расследовать причастность организаций, зарегистрированных в Республике Молдова, в схемах отмывания денег на региональном и международном уровне, по аналогии с делом Магнитского.

### Август 2012 — ноябрь 2014
В течение этого периода, три банка были подвержены значительной смене акционеров. Начиная с августа 2012 года, Unibank перешёл под контроль лиц, близких к Илану Шору В 2013 году Шор получил контроль над Banca de Economii.
Это было сделано в целях содействия увеличению объёмов кредитования в молдавских организациях, банках, по-видимому, скоординированных, чтобы увеличить объём доступной ликвидности. В схеме использовались в том числе денежные средства Государственной компании медицинского страхования. В июне 2012 года Государственная компания медицинского страхования, возглавляемая Мирчей Буга, перевела 140 млн леев на счета Unibank; однако, потом она не смогла вывести из Unibank депозиты в размере 115 млн леев до января 2015 года. Этот факт вызвал появление долгов больницам в размере 102 млн леев, и острой нехватки медикаментов в зимний период 2014—2015 годов.
Банки расширили кредитование массово, гораздо больше, чем допускал их запас капитала. Согласно докладу Международного валютного фонда, нормативный капитал Banca de Economii (Сбербанк) снизился в десять раз в 2012 году, в то время как доля просроченных кредитов увеличилась примерно на 1 млрд леев. Рыночная стоимость её акций снизилась с 30 до 14 леев.
Три банка, участвующие в мошеннической деятельности были проверены аудитом в 2010, 2011 и 2013 годах молдавским филиалом компании Грант Торнтон. Ни в одном из отчётов не было указано каких-либо проблем в банковской деятельности. Одним из партнёров компании является Олеся Бриде, жена Стефана Кристофа Бриде, министра экономики Молдовы и бывшего управляющего партнёра «Грант Торнтон» (Румыния-Молдова).

### Ноябрь 2014
За неделю до парламентских выборов 2014 года, более 750 млн долларов были выведены из трёх банков всего за три дня, между 24 и 26 ноября. Микроавтобус компании Klassica Force (принадлежащей Шору), который перевозил 12 мешков банковских файлов, был украден и сожжён 27 ноября. Отчёты о многих банковских операциях были удалены из компьютеров банков. 26 ноября 2014 года банки обанкротились и были позднее помещены под специальное управление Национального банка Молдовы. 27 ноября, правительство Республики Молдовы, возглавляемое премьер-министром Юрием Лянкэ, тайно решило помочь всем трём банкам путём предоставления чрезвычайных кредитов на сумму 870 млн долларов, покрываемых из государственного резерва. Это действие вызвало дефицит молдавской экономики примерно в одну восьмую часть ВВП страны.

## Отчёт Kroll
28 января 2015 года Национальный банк Молдовы нанял частную независимую американскую аудиторскую компанию Kroll Inc., чтобы провести расследование мошенничества.
Аудиторы проверили сделки в трёх банках с недостающими средствами в ноябре 2014 года. Согласно их документу, компании, имеющие связь с Шором, постепенно взяли контроль над банками, а затем дали массовые займы дочерним компаниям. В итоге оказалось, что три банка перечислили не менее 13,5 млрд леев пяти молдавским компаниям группы Шора в период с 24 по 26 ноября.
Отчёт Kroll Inc. стал достоянием общественности после того, как Андриан Канду, председатель парламента Республики Молдова, опубликовал его на его личном сайте в мае 2015 года, хотя этот отчёт был конфиденциальным.

## Участие молдавских банков
Некоторые молдавские банки также печально известны своим участием в крупнейшей в регионе схеме по отмыванию денег, известной как Российский ландромат — схеме, которая намного превзошла кражу миллиарда в 2014 году. Некоторые молдавские банки использовались для отмывания огромных денежных сумм из России, и перевода их на заграничные счета. В период с 2010 по начало 2014 года, около 20 млрд долларов из России, были вывезены через офшорные компании, банки, липовые кредиты, и прокси-агентов.

## Участие латвийских банков
Ряд латвийских банков были вовлечены в аферу. Латвийские банки, названные в докладе: ABLV Bank, PrivatBank и Latvijas Pasta Bank.
В ноябре 2015 года латвийский банковский регулятор принял суровые меры по борьбе с отмыванием денег: 2.016.830 евро штрафа для Приватбанка, увольнение генерального директора и ответственного члена правления, а также отдельные штрафы для членов Совета директоров. Расследование в отношении Pasta Bank и ABLV Bank всё ещё продолжается.
ABLV Bank и Приватбанк — это два банка из шести, которые, согласно латвийским властям, получили денежные средства в июле 2012 года — прямо или косвенно — от 230 млн долларов незаконного возврата налогов, разоблачённого покойным Сергеем Магнитским.

## Политические последствия в Республике Молдова
Скандал имел политический оттенок, так как среди главных фигурантов дела — видные политики и бизнесмены, в том числе Влад Филат, бывший премьер-министр Республики Молдова и основатель Либерал-демократической партии Молдовы. Мошенничество на $1 млрд скомпрометировало проевропейское правительство и способствовало снижению популярности идеи вступлении в ЕС среди молдаван. В апреле 2015 года опрос показал, что 32 % граждан высказались за вступление в ЕС — результат снизился на 46 % по сравнению с 78 % в 2007 году.
В марте 2015 года были уволены Эмма Тэбырцэ, вице-губернатор Национального банка Молдовы, и Артур Герман, председатель Национальной комиссии по финансовому рынку. Решение было принято в парламенте, на закрытом заседании, на встрече, которая длилась более восьми часов. Председатель Центрального банка Молдовы Дорин Дрэгуцану подал в отставку в сентябре 2015 года, обвинив политиков во вмешательстве в расследование мошенничества. Правительство Валерия Стрельца было отправлено в отставку парламентом в октябре 2015 года, спустя менее чем три месяца от вступления в должности.
В ответ на аферу в 1 млрд долларов в стране проходили массовые митинги, сидячие забастовки и пикеты.
К протестным акциям, организованные Платформой «Достоинство и правда» присоединились граждане, симпатизирующие политикам пророссийского толка, которые сформировали свои отдельные «палаточные городки». Оба лагеря требовали осуждение коррумпированных олигархов и проведения досрочных выборов.

## Политические последствия в Латвии
Кристапс Закулис, который в течение четырёх лет возглавлял латвийский финансовый регулятор рынка финансов и капитала комиссии (КРФК) подал в отставку в январе 2016 года, на фоне критики, что он не был достаточно жёстким по борьбе с отмыванием денег в стране через банковский сектор.

## Уголовное преследование

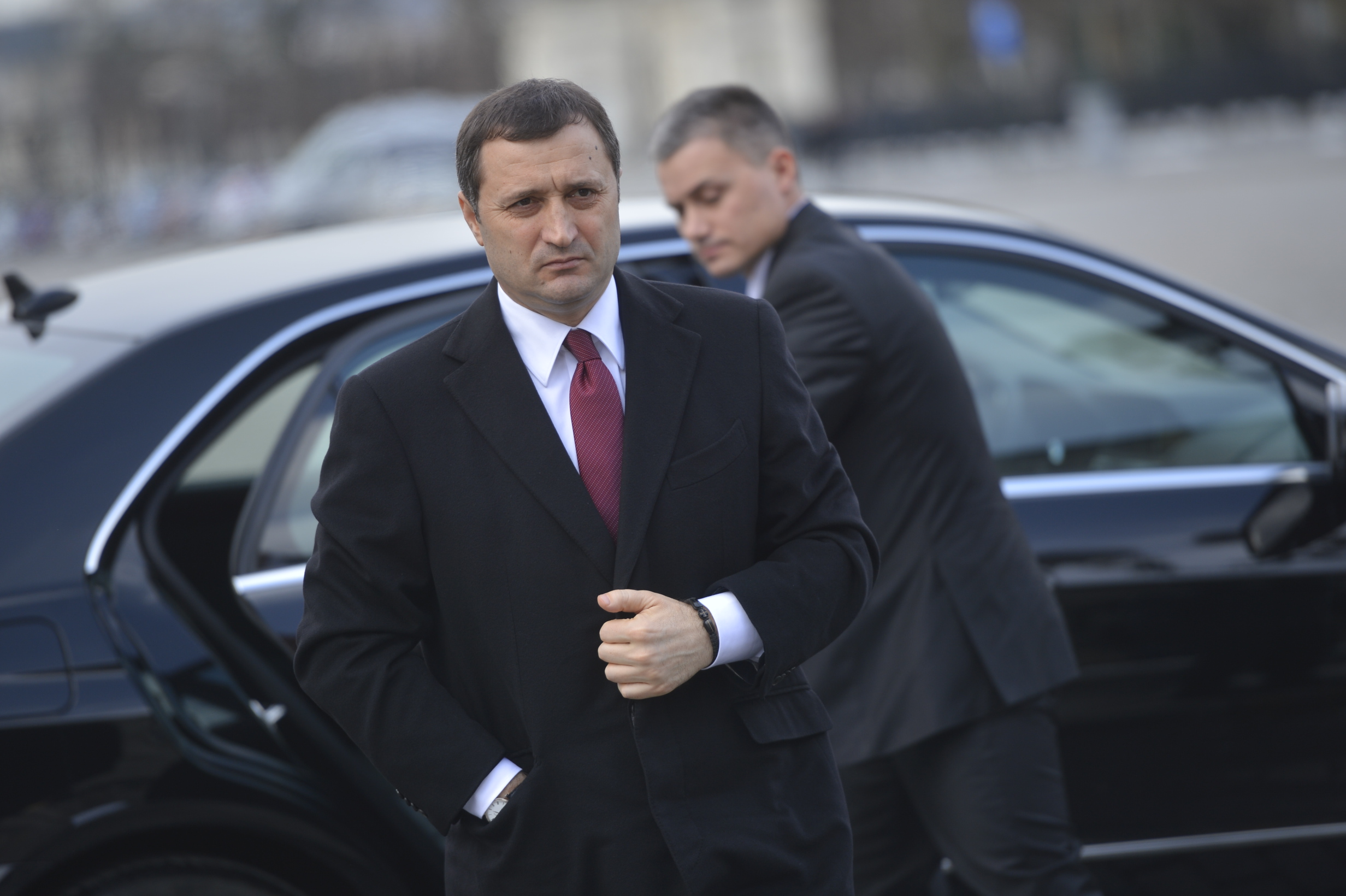
Бывший премьер-министр Влад Филат, был арестован 15 октября 2015 года по участию в банковских аферах скандал.

Илан Шор был помещён под домашний арест 6 мая 2015 года и был обвинён в «злоупотреблении служебным положением во время управления банком». Однако, это не помешало ему баллотироваться на должность примара Оргеева в июне 2015 года, и впоследствии даже выиграть выборы. После победы партии «Действие и солидарность» на досрочных парламентских выборах в 2021 году депутаты парламента Республики Молдова лишили Илана Шора депутатской неприкосновенности.
Влад Филат был лишён неприкосновенности голосованием в парламенте и был 15 октября 2015 года задержан прямо в здании парламента. 18 октября Филат был помещён в предварительное заключение на 30 дней, срок содержания под стражей продлевался потом (11 ноября) ещё на 30 дней. 
22 октября 2015 года, Денис Уреки, менеджер фирмы ProAcvaCom, был признан виновным в представлении Banca de Economii (Сбербанк) в октябре 2011 года трёх подложных документов по кадастровой оценке земли, на основании которых банк выдал ему заём в 1,7 млн евро.
Ион Русу, администратор компаний Caravita Co. Business Estate Investments, был приговорён к пяти годам лишения свободы за использование компаний для отмывания денег и мошенничества. Русу признался, что он совершил фиктивные сделки с целью скрыть происхождение 3,12 млн долларов, украденные из Сбербанка. Русу — родственник (нанаш и муж сестры) Филата. Он тогда заявил что Филат является настоящим владельцем двух компаний.
27 июня 2016 года суд приговорил Влада Филат к девяти годам тюрьмы по обвинению в коррупции, с лишением государственных наград, а также ему было запрещено занимать государственные должности в течение пяти лет.
Вячеслав Платон, бывший депутат парламента, был экстрадирован в Кишинёв из Украины в августе 2016 года после того, как молдавские прокуроры предъявили ему обвинение в участии в преступной схеме; он обвинялся в краже более чем 40 млн долларов из Banca de Economii.
В сентябре 2016 года, 15 бывших и/или действующих судей и 3 судебных приставов были задержаны сотрудниками Национального антикоррупционного центра, по обвинению в причастности к схеме «Российский ландромат».
С 30 июля 2019 года Илан Шор находится в бегах и был объявлен в международный розыск по делу о краже 1 миллиарда долларов США из банковской системы страны. Находящийся в Израиле Илан Шор приговорён в Республике Молдова судом первой инстанции к 7,5 годам лишения свободы за хищения в особо крупных размерах по делу о «краже миллиарда».
14 апреля 2023 года после четырёх лет рассмотрения дела Апелляционная палата Кишинёва (АП) приговорила беглого депутата Илана Шора по делу, которое является частью «Банковского мошенничества» к 15 годам лишения свободы в закрытом исправительном учреждении, лишила право занимать должности в банковской системе в течение пяти лет, а также лишила депутатского мандата. В соответствии с решением, Шор должен возвратить более 5,2 млрд леев (260 млн евро).

## Реакции
Пятрас Ауштрявичюс, евродепутат, прокомментировал случай: «Чтобы украсть миллиард долларов! … Вам нужно много мешков, чтобы переместить деньги вокруг … Я надеюсь, что имя лица, участвующие будут обнародованы. … Коррупция в Молдове это политическая болезнь, болезнь, которая стала системной и затрагивает все уровни власти … это подрывает страну изнутри».
 Пиркка Тапиола, посол ЕС в Республике Молдова, заявил на пресс-конференции в Кишинёве: «У меня нет ответа для вас, как можно украсть так много денег из маленькой страны».
 Конгрессвумен Шейла Джексон Ли сказала: «я призываю администрацию и Конгресс с целью определения активов национальных банков стран бывшего Советского Союза не расхищаются и используются, сознательно или неосознанно, в интересах террористических организаций».
 Румыния предложила Республике Молдова чрезвычайную экономическую помощь и кредит в размере $65 млн Премьер-министр Румынии Дачиан Чолош сказал, что, чтобы получить деньги, Республике Молдова придётся реформировать свои системы правосудия, борьбе с коррупцией, подписать проект соглашения на получение кредита от Международного валютного фонда, и назначить нового управляющего Центрального банка Молдовы.
В ответ на банковское мошенничество ЕС, Международный валютный фонд и Всемирный банк заморозили финансовую помощь Республике Молдова.